# (10025) Rauer
(10025) Rauer es un asteroide perteneciente al cinturón de asteroides descubierto por Claes-Ingvar Lagerkvist el 16 de marzo de 1980 desde el Observatorio de La Silla, Chile.

## Designación y nombre
Rauer se designó al principio como 1980 FO1.
Posteriormente, en 2001, fue nombrado en honor del astrónomo alemán Heike Rauer.

## Características orbitales
Rauer está situado a una distancia media del Sol de 2,906 ua, pudiendo alejarse hasta 3,108 ua y acercarse hasta 2,703 ua. Su excentricidad es 0,06962 y la inclinación orbital 1,243 grados. Emplea en completar una órbita alrededor del Sol 1809 días. El movimiento de Rauer sobre el fondo estelar es de 0,199 grados por día.

## Características físicas
La magnitud absoluta de Rauer es 12,7 y el periodo de rotación de 4,451 horas.